# Шогірлі
Шогірлі́ (каз. Шөгірлі) — село у складі Ариської міської адміністрації Туркестанської області Казахстану. Входить до складу Ходжатогайського сільського округу.
У радянські часи село називалось Підсобне хозяйство госплемзавода Задар'їнський, до 2001 року — Підхоз.
Населення — 517 осіб (2021; 900 у 2009, 879 у 1999, 1068 у 1989).